# Gawisschedel
De Gawisschedel is een hominide schedel, die op 16 februari 2006 bij het kanaal Gawis, een zijrivier van de Awash in de Danakildepressie in Ethiopië gevonden werd. De schedel is tussen de 200.000 en 500.000 jaar oud en lijkt volgens zijn vinder "een tussenvorm tussen Homo ergaster en vroege Homo sapiens" te zijn. Fossielen uit deze periode, zoals de Rhodesiëmens, worden tegenwoordig meestal als Homo heidelbergensis ingedeeld. Wetenschappers denken dat de schedel een fossiele overgangsvorm is en een gat in de evolutie van de mens opvult.
De schedel werd gevonden door Asahmed Humet, een medewerker van het Gona Paleoanthropological Research Project. Het werd gevonden in een smal ravijn van het stroomgebied van de rivier de Gawis in het Afargebied, 480 km ten zuidoosten van Addis Abeba. Men denkt dat de schedel uit het midden-pleistoceen stamt en een voorouder vertegenwoordigt van de huidige mens. Hoewel de schedel afwijkt van die van de moderne mens, vertonen de schedelholte, voorhoofd en kaken anatomische overeenkomsten met de voorouders van de mens.
Ook zijn er flinke hoeveelheden archeologische stenen werktuigen en fossiele dieren bij deze plaats gevonden.
Lucy (Australopithecus afarensis) werd in 1974 in hetzelfde gebied gevonden. 